# Ismenia Patera
L'Ismenia Patera è una struttura geologica della superficie di Marte.